# Loxocorniculum lilljeborgii
Loxocorniculum lilljeborgii is een mosselkreeftjessoort uit de familie van de Loxoconchidae. De wetenschappelijke naam van de soort is voor het eerst geldig gepubliceerd in 1868 door Brady.